# Дудкино (на Корбе, Костромская область)
Дудкино — деревня в Судиславском сельском поселении Судиславского района Костромской области России. Ранее входила в Судиславский сельсовет.

## География
Деревня расположена у реки Корбы.

## История
Согласно Спискам населенных мест Российской империи в 1872 году деревня Дуткино относилась к 1 стану Костромского уезда Костромской губернии. В ней числилось 14 дворов, проживало 32 мужчины и 33 женщины.
Согласно переписи населения 1897 года в деревне Дудкино проживало 109 человек (49 мужчин и 60 женщины).
Согласно «Списку населенных мест Костромской губернии» в 1907 году деревня Дудкино относилась к Белореченской волости Костромского уезда Костромской губернии. По сведениям волостного правления за 1907 год в ней числилось 24 крестьянских двора и 131 житель. Основным занятием жителей был плотницкий промысел.

## Население
| 2008 | 2010 | 2014 |
| ---- | ---- | ---- |
| 10   | ↘7   | ↗10  |